# Theodore Austin-Sparks
Theodore Austin-Sparks, född 1888 i London, död 1971, var en brittisk kristen evangelist, författare, mystiker och helgelseförkunnare som förde vidare Helgelserörelsens traditioner i England.